# 스퀴어 프리델

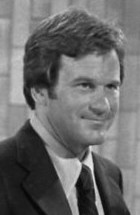
1977년 모습

스콰이어 프라이델(Squire Fridell, 영어 발음: /ˈskwaɪər ˈfraɪdɛl/, 1943년 2월 9일 ~ )은 미국의 배우, 작가, 포도주 제조자이다. 1985년에서 1991년 사이에 맥도날드 광고에서 로널드 맥도날드 역을 하였다.
오클랜드에서 태어났다.

## 출연 작품

### 영화
- 핑크 모텔 (1982, Pink Motel)
- 사랑 게임 (1984, For Love or Money)
- Miracles (1986)
- 내 친구는 외계인 (1988)
- 저주받은 도시 (1995)

### 텔레비전
- 제12순찰대 (1970-72)